# クアドリ
クアドリ（イタリア語: Quadri）は、イタリア共和国アブルッツォ州キエーティ県にある、人口約800人の基礎自治体（コムーネ）。

## 地理

### 位置・広がり

#### 隣接コムーネ
隣接するコムーネは以下の通り。括弧内のISはイゼルニア県所属を示す。
- ボッレッロ
- チヴィタルパレッラ
- ピッツォフェッラート
- サンタンジェロ・デル・ペスコ (IS)